# Phedon Papamichael
Phedon Papamichael (grec : Φαίδων Παπαμιχαήλ, né en février 1962 à Athènes), est un directeur de la photographie et réalisateur américain d'origine grecque.

## Biographie
Papamichael est venu aux États-Unis à l'âge de six ans, quand son père est allé travailler en tant que chef décorateur pour John Cassavetes. Il a étudié la photographie et l'art à l'Université de Munich, et a obtenu un diplôme en beaux-arts en 1982. Il a appris la photographie rapidement, en commençant par La Danse des Damnés (Dance of the Damned) en 1988. Phedon a fait ses débuts de réalisateur avec des artistes de Showtime en 1992. Il réalise en 1994 son premier film, Dark Side of Genius. Il a été membre de l'American Society of Cinematographers (ASC) depuis 2000. La même année, il a remporté le Prix Vision au Festival du film d'Avignon pour son film L'Été de mes 27 baisers.
En Juillet 2007, Phedon Papamichael a été embauché pour diriger Inside, un film thriller-horreur basé sur un scénario de Brad Keene. Le long métrage sort en 2008.

## Filmographie
| Directeur de la photographie | Directeur de la photographie                        | Directeur de la photographie | Directeur de la photographie |
| Année                        | Titre                                               | Genre                        |                              |
| ---------------------------- | --------------------------------------------------- | ---------------------------- | ---------------------------- |
| 1988                         | Dance of the Damned                                 |                              |                              |
| 1989                         | After Midnight                                      |                              |                              |
| 1989                         | Stripped to Kill II: Live Girls                     |                              |                              |
| 1989                         | Nowhere to Run                                      |                              |                              |
| 1990                         | Prayer of the Rollerboys                            |                              |                              |
| 1990                         | Body Chemistry                                      |                              |                              |
| 1990                         | Streets                                             |                              |                              |
| 1992                         | Fleur de poison                                     |                              |                              |
| 1993                         | Rasta Rockett                                       |                              |                              |
| 1993                         | Wild Palms                                          | Série télévisée              |                              |
| 1994                         | Dark Side of Genius                                 |                              |                              |
| 1995                         | Les Liens du souvenir                               |                              |                              |
| 1995                         | White Dwarf                                         |                              |                              |
| 1995                         | L'Amour à tout prix                                 |                              |                              |
| 1996                         | Décroche les étoiles                                |                              |                              |
| 1996                         | The Locusts                                         |                              |                              |
| 1996                         | Phénomène                                           |                              |                              |
| 1996                         | Bio-Dome                                            |                              |                              |
| 1997                         | La Souris                                           |                              |                              |
| 1998                         | Docteur Patch                                       |                              |                              |
| 1998                         | Willie Nelson at the Teatro                         |                              |                              |
| 2000                         | L'Été de mes 27 baisers                             |                              |                              |
| 2000                         | The Million Dollar Hotel                            |                              |                              |
| 2001                         | Couple de Stars                                     |                              |                              |
| 2002                         | Moonlight Mile                                      |                              |                              |
| 2002                         | Ten Minutes Older: The Trumpet                      |                              |                              |
| 2002                         | Viel passiert - Der BAP-Film                        |                              |                              |
| 2002                         | I Drink, I Gamble and I Write: The Making of Barfly |                              |                              |
| 2003                         | Distance                                            |                              |                              |
| 2003                         | Who Killed the Idea?                                |                              |                              |
| 2003                         | Identity                                            |                              |                              |
| 2003                         | Other Side of the Road                              |                              |                              |
| 2004                         | Sideways                                            |                              |                              |
| 2004                         | Mathilde                                            |                              |                              |
| 2005                         | The Weather Man                                     |                              |                              |
| 2005                         | Walk the Line                                       |                              |                              |
| 2005                         | Lights 2                                            |                              |                              |
| 2006                         | Men in Trees : Leçons de séduction                  |                              |                              |
| 2006                         | Une star dans ma vie                                |                              |                              |
| 2007                         | 3 h 10 pour Yuma                                    |                              |                              |
| 2008                         | W. : L'Improbable Président                         |                              |                              |
| 2009                         | Arcadia Lost                                        |                              |                              |
| 2010                         | Night and Day                                       |                              |                              |
| 2011                         | Les Marches du pouvoir The Descendants              |                              |                              |
| 2013                         | Monuments Men                                       |                              |                              |
| 2020                         | Les Sept de Chicago                                 |                              |                              |
| 2023                         | Daddio                                              |                              |                              |
| Réalisateur                  |                                                     |                              |                              |
| Année                        | Titre                                               | Genre                        |                              |
| 1992                         | Sketch Artist                                       | téléfilm                     |                              |
| 1994                         | Dark Side of Genius                                 |                              |                              |
| 2008                         | Inside                                              |                              |                              |
| 2009                         | Arcadia Lost                                        |                              |                              |
| 2011                         | Whirrrr                                             |                              |                              |
| 2012                         | Stainless Steel                                     |                              |                              |

## Distinctions

### Nominations
- BAFA 2020 : Meilleure photographie pour Le Mans 66
- Oscars 2021 : Meilleure photographie pour Les Sept de Chicago